# Dichroplus notatus
Dichroplus notatus är en insektsart som beskrevs av Bruner, L. 1908. Dichroplus notatus ingår i släktet Dichroplus och familjen gräshoppor. Inga underarter finns listade i Catalogue of Life.